# Табуларий
Табуларий (на латински: tabularium) е държавният архив в Древен Рим, в който са съхранявани държавни постановления и други държавни актове (tabulae publicae).
Първоначално в Рим не съществува държавен архив и актовете са излагани на форума или на хълма Капитолий. При увеличаването на количеството държавни актове са организираните различни табуларии: senatusconsulta и plebiscita са съхранявани в храма на Церера в долината между хълмовете Палатин и Авентин близо до Circus Maximus, финансовите актове – в храма на Сатурн, а foedera – в отделен табуларий на Капитолийския хълм.
През 83 пр.н.е., по време на междуособиците по време на Сула, пожар на хълма Капитолий, унищожава част от храма на Сатурн, в който се намира табуларият. През 78 пр.н.е. до храма на Сатурн Квентий Лутаций Катул построява общ държавен архив (на латински: tabularium или aerarium Saturni), останки от който са се съхранили до наши дни.
Освен този архив в Рим са съществували и други архиви, като муниципалните архиви в отделни градове на Италия, провинциални архиви в главните градове на всяка провинция, а също и отделни архиви за светски и духовни прослойки, напрамер за авгурите, жреците и т.н. Римският император имал отделен tabularium Caesaris.